# Korath
Pour l’article homonyme, voir Korath (volcan).
Korath (Korath the Pursuer en version originale) est un personnage de fiction de l'univers de Marvel Comics. C'est un super-vilain Kree. Créé par Mark Gruenwald et Greg Capullo, il apparait pour la première fois dans Quasar #32 en mars 1992.

## Biographie fictive
Korath-Thak est un agent de l'Empire Kree. En tant que cyber-généticien, il fonde un projet visant à développer l'utilisation de cybernétique pour la guerre. Il est aussi agent spécial de l'Intelligence Suprême.
Lors de la guerre Kree-Shi'ar, il subit lui-même une modification cybernétique. Avec la Starforce Kree, il attaque les Vengeurs sur Hala et affronte Captain America. Il est ensuite témoin de l'assassinat d'Ael-Dan et Dar-benn par Deathbird et le retour au pouvoir de Supremor. Lors de la bataille, il est blessé et détenu par les Shi'ar.
Il est très vite envoyé pour assassiner l'impératrice Lilandra mais est stoppé par la Garde Impériale Shi'ar et les Vengeurs.
Korath s'allie avec la rebelle Deathbird pour vaincre Quasar et Makkari sur Hala. Vaincu, il part se réfugier sur la planète Godthab Omega.
Lors du crossover Annihilation, Ronan l'Accusateur, à la recherche de Tana Nile, le retrouve.
Il est assimilé par la Phalanx lors du crossover suivant, Conquest, devenant le premier des Select, les champions de la race techno-organique. Avec Xemnu et Shatterax, il combat la nouvelle Quasar, Dragon-lune et Adam Warlock mais ne réussit pas à les capturer. Pour son échec, il est éliminé par Ultron.

## Pouvoirs
Korath est un Kree, amélioré par des implants cybernétiques. Il possède donc une force et une endurance accrues. Un implant neural lui permettait de pister certaines personnes, selon leurs ondes cérébrales. C'est un expert en cybernétique et en génétique. Il est aussi entraîné aux arts martiaux Kree et sait utiliser l'armement militaire.
Au combat corps à corps, il utilise deux bâtons qui gênèrent des arcs électriques assez puissants pour assommer ses adversaires. On l'a déjà vu assommer des Éternels ou des personnes intangibles. Son armure le protège des impacts et est équipée de jetboots.

## Apparitions dans d'autres médias

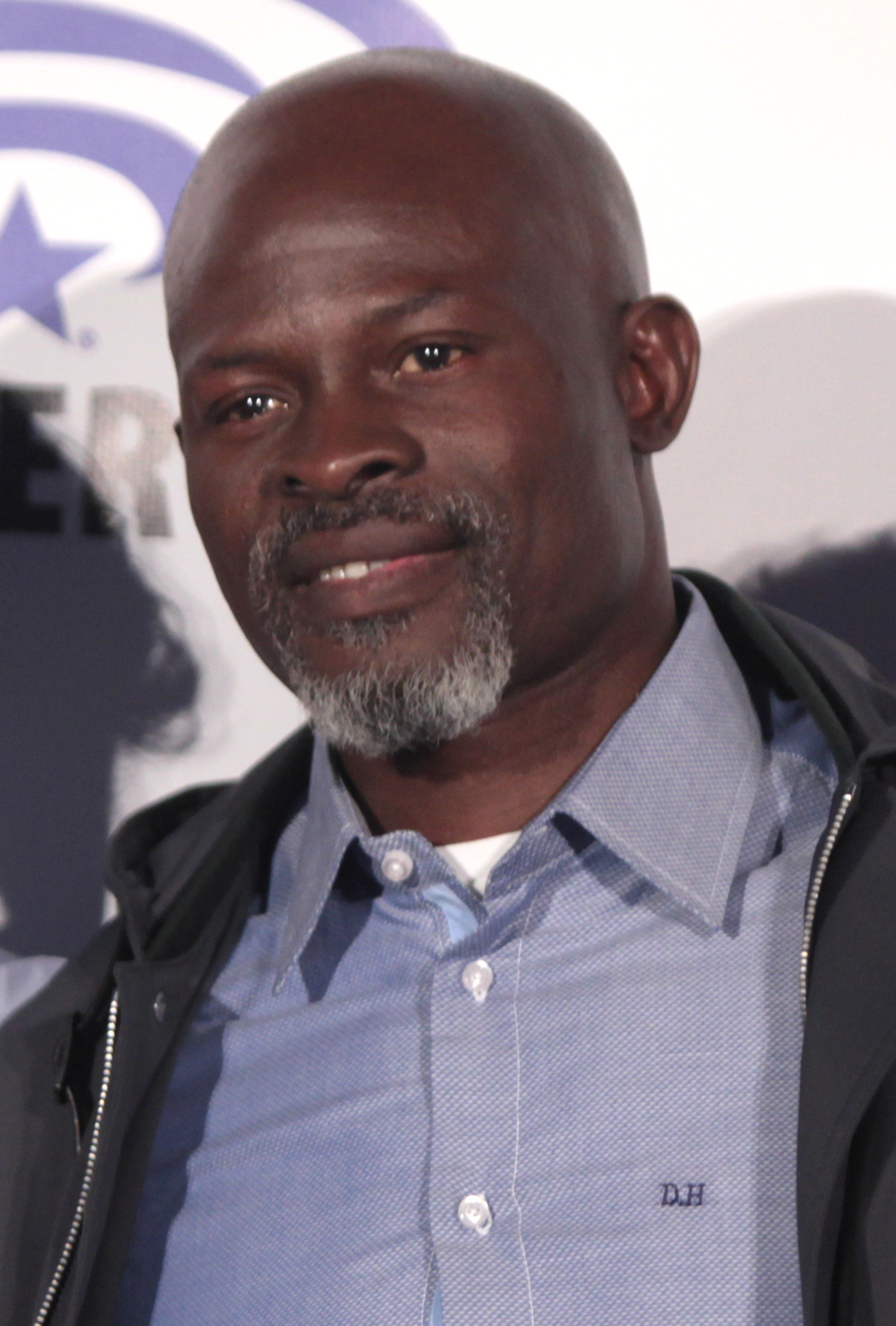
Djimon Hounsou incarne Korath dans Les Gardiens de la Galaxie (2014) et Captain Marvel (2019)

Sauf indication contraire, les informations mentionnées dans cette section peuvent être confirmées par la base de données cinématographiques IMDb,  présente dans la section « Liens externes ».

### Films
Interprété par Djimon Hounsou dans l'univers cinématographique Marvel
- 2014 : Les Gardiens de la Galaxie réalisé par James Gunn
- 2019 : Captain Marvel réalisé par Ryan Fleck et Anna Boden
- 2021 : What If...? (série télévisée d'animation)

### Télévision
- depuis 2015 : Les Gardiens de la Galaxie (série d'animation) - doublé par Dave Fennoy